# Zala–Somogyi-határárok
A Zala–Somogyi csatorna (korábban Ormánd folyó) Zala és a Somogy vármegye határában vezető patak. Torkolata a Zala folyónál, forrása a Baláta tavi természetvédelmi terület szélén található. Legmélyebb pontja Sávoly mellett, a 8732-es földút hídja alatt áll. Hossza 31,5 km. vízgyűjtő területe 178,5 km².  Erősen módosított víztesttel rendelkezik.
A mai vízfolyás a mocsarakkal szegélyezett, Zala és Somogy megyét elválasztó egykori Ormánd folyó helyén található. 1836–1842 között a vízfolyást övező mocsarat lecsapolták, majd az 1920-as évek elején töltést építettek.
Felső folyásánál több oldaltározós és völgyzárógátas halastó található a víztesten és a mellékágain. Alsó folyásánál a patak 9,2 km-es része a Kis-Balaton Vízvédelmi Rendszer része.